# Autodrome international de Miami
L'autodrome international de Miami (en anglais : Miami International Autodrome) est un circuit automobile temporaire situé à Miami Gardens aux États-Unis. Il accueille, en 2022, la cinquième manche du championnat du monde de Formule 1 2022.

## Historique

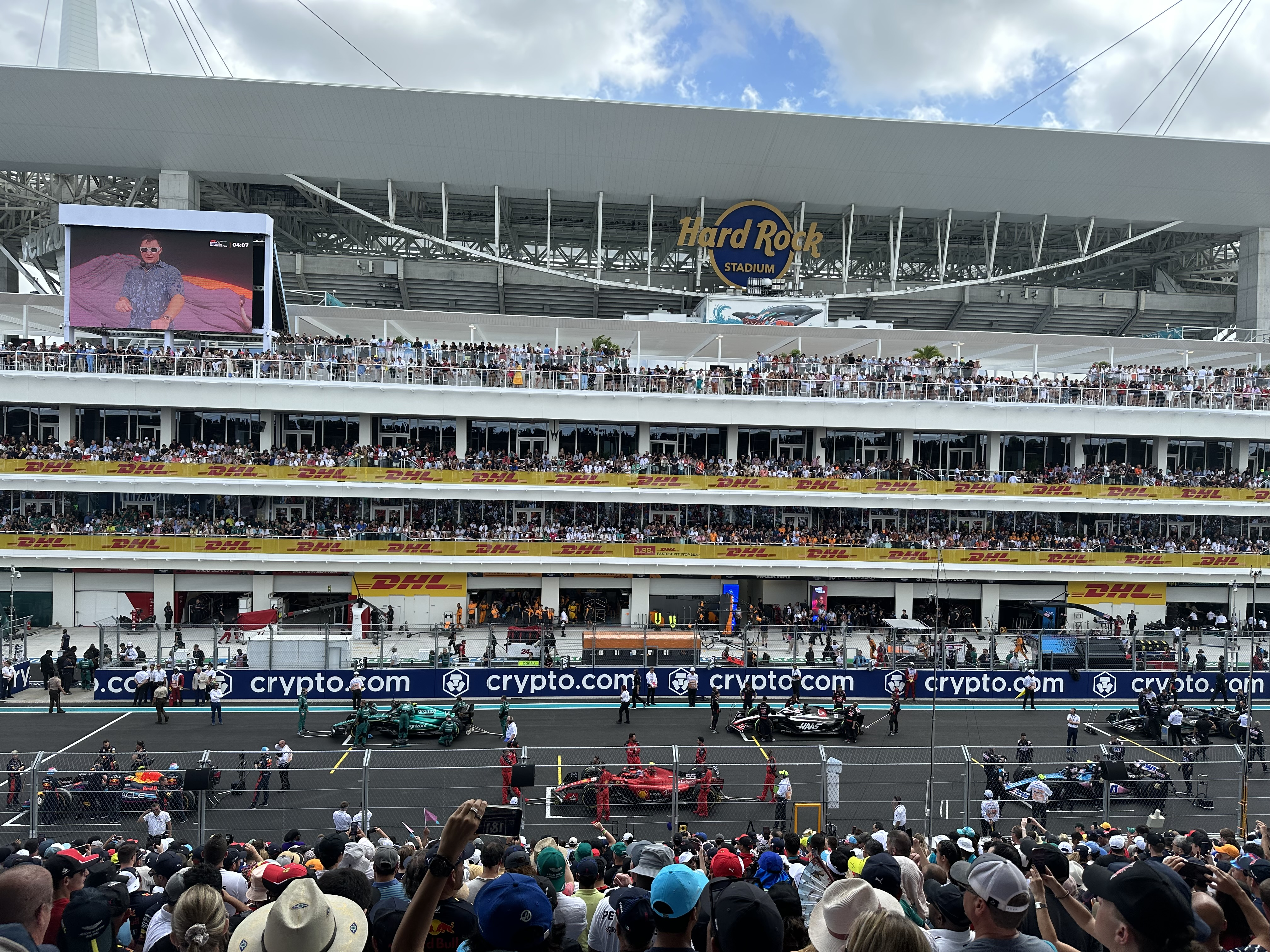
La ligne de départ, devant le Hard Rock Stadium.

La piste a été proposée, dès octobre 2019, avec 75 conceptions de circuit envisagées dont 36 simulées. Le propriétaire du stade, Stephen M. Ross, tentait d'attirer la Formule 1 depuis plusieurs années. 
Les organisateurs du Grand Prix au Hard Rock Stadium avaient un accord de principe pour accueillir une course à partir de 2021. Les commissaires de Miami Gardens avaient initialement voté contre la création du circuit, mais cette décision a été revue le 14 avril 2021. Le 2 septembre 2021, le circuit est officiellement baptisé « Miami International Autodrome ».
Début 2023, les organisateurs du Grand Prix annoncent des changements, notamment l'agrandissement des installations. Un nouveau bâtiment pour le Paddock Club doit être installé au-dessus des garages tandis que le paddock de la Formule 1, sur le terrain du Hard Rock Stadium doit être agrandi. L'organisation souhaite augmenter la capacité d’accueil du site en améliorant notamment la Marina, le Hard Rock Beach Club et la F1 Fan Zone.
La piste doit être resurfacée, à la suite des plaintes de plusieurs pilotes en 2022 ; le tracé ne sera en revanche pas modifié.

## Résultats en championnat du monde de Formule 1
| Année | Vainqueur      | Écurie              | Résultats |
| ----- | -------------- | ------------------- | --------- |
| 2022  | Max Verstappen | Red Bull            | Résumé    |
| 2023  | Max Verstappen | Red Bull-Honda RBPT | Résumé    |
| 2024  | Lando Norris   | McLaren-Mercedes    | Résumé    |
| 2025  | Oscar Piastri  | McLaren-Mercedes    | Résumé    |